# イエティ航空
イエティ航空 (ネパール語: यती एयरलायन्स, 英語: Yeti Airlines) は、ネパールの航空会社である。

## 概要
ホテルや旅行代理店を経営するYeti Worldによって設立、1998年9月にDHC-6で商用飛行を開始した。Yeti Worldの系列には、ヘリコプター輸送のen:Air Dynasty、en:Altitude Airもある。
2009年、子会社としてタラ・エアを設立、短距離離着陸性能があるバイキングDHC-6（19席）3機を運航している。2014年にはチベット航空と合弁でヒマラヤ航空を設立、主に国際線の運航をしている。
2021年の旅客数は約80万人であり、国内線では第2位のシェアであった。
他社のネパール国内線と同様に、ネパール、インド国籍の乗客はルピー建て運賃、その他の外国籍乗客はUSドル建ての運賃であり、実質的に外国人運賃は約2倍となっている。

## 就航地
- カトマンズ （本拠地）
- バドラプル（英語版）
- シッダルタナガル（英語版）
- ビラートナガル（英語版）
- ジャナクプル（英語版）
- ネパールガンジ
- ポカラ
- ジートプール（英語版）

2023年1月現在
このほか、エベレスト、ヒマラヤ山脈遊覧飛行も行っている。
なお，EU域内乗り入れ禁止航空会社であるため，EU域内には就航していない。

## 運航機材
- ATR 72-500（70席） : 5機[9][10]

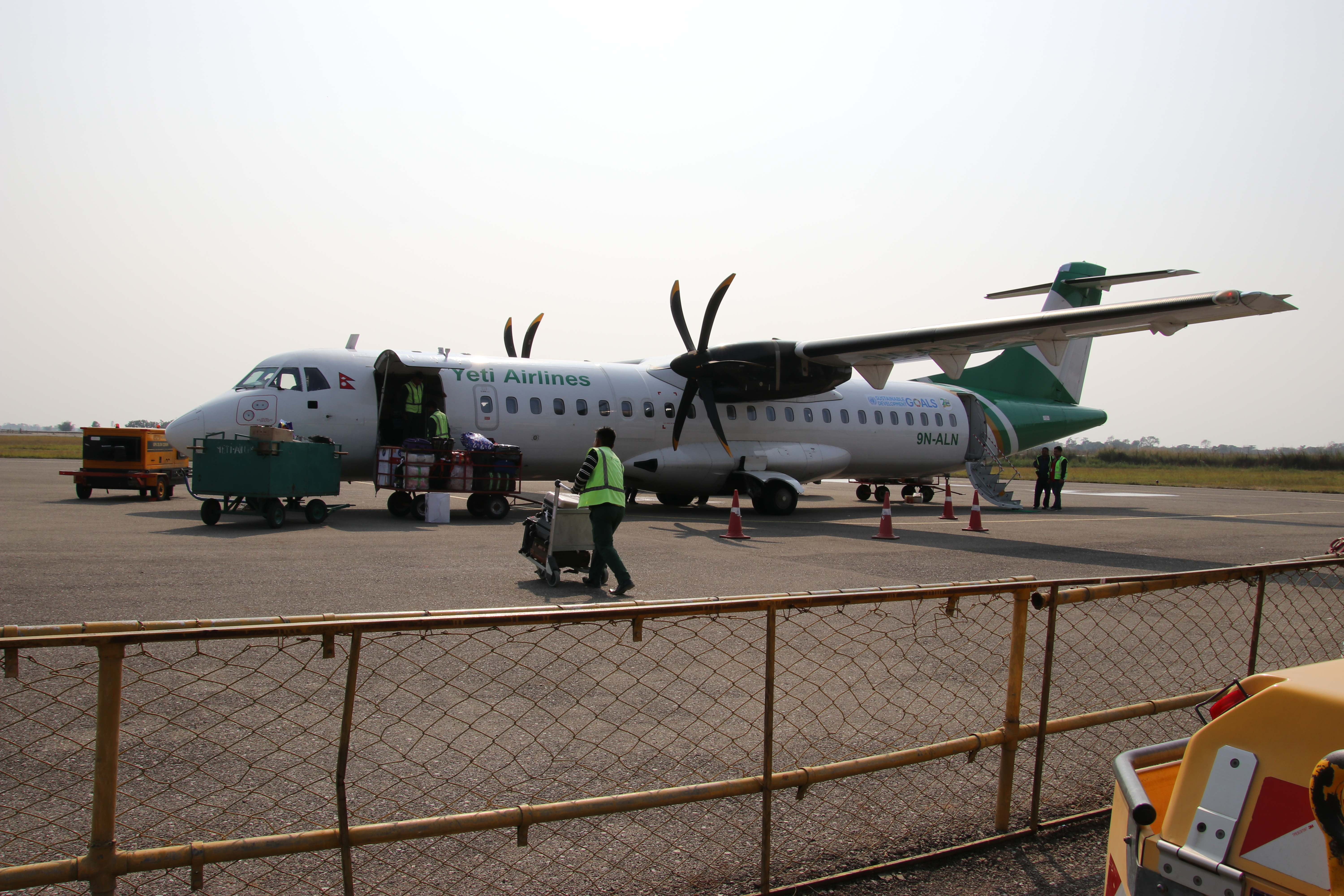
イエティ航空の ATR 72-500型機

2023年1月、事故により1機(9N-ANC)を喪失した。

## 事故
- 2006年6月21日 : en:2006 Yeti Airlines Twin Otter crash - ジュムラ空港（英語版）着陸時に墜落。死者9名。
- 2008年10月8日 : en:Yeti Airlines Flight 101 - ルクラ空港にて着陸失敗、死者18名。
- 2016年9月24日 : BAeジェットストリーム 41型機型機がゴータマ・ブッダ国際空港（英語版）着陸時に、滑走路から逸脱、機体は大破した。負傷者なし。
- 2019年7月19日 : ATR 72型機がトリブバン国際空港着陸時に、滑走路から逸脱した。負傷者2名。
- 2023年1月15日 : イエティ航空691便着陸失敗事故